# NBA All-Star Weekend 2012
L'NBA All-Star Weekend 2012 si disputò presso l'Amway Center di Orlando da venerdì 24 a domenica 26 febbraio 2012. La manifestazione prevedeva vari eventi cestistici, e si concluse con il 61º All-Star Game della NBA.

## Venerdì

### All-Star Celebrity Game
Il primo evento cestistico del weekend è l'All-Star Celebrity Game: si tratta di una partita tra squadre miste, composte da personaggi dello spettacolo ed ex giocatori NBA.

### NBA Rising Stars Challenge
Il secondo evento del venerdì è l'NBA Rookie Challenge, dal 2012 denominato "NBA Rising Stars Challenge"; prevede la sfida tra due squadre miste di rookies e sophomores della stagione NBA 2011-2012. Per la prima volta nella storia della NBA, i giocatori del primo anno non sfidano quelli del secondo anno: le squadre sono infatti miste e composte da 9 giocatori ciascuna.
I giocatori sono stati selezionati dai vice allenatori delle squadre NBA (massimo un voto per squadra); gli allenatori alla guida delle due selezioni sono Shaquille O'Neal e Charles Barkley, assistiti rispettivamente da Mike Fratello e Steve Kerr. Le due squadre sono denominate rispettivamente "Team Shaq" e "Team Chuck", dai soprannomi dei due allenatori.
| Arbitri: | Kane Fitzgerald Marat Kogut Eric Dalen |

|                 |            |                  |
| Charles Barkley | Allenatori | Shaquille O'Neal |

MVP dell'incontro è stato nominato Kyrie Irving dei Cleveland Cavaliers.

#### Team Chuck
| Team Chuck |      |                        |       |       |       |       |      |       |     |     |    |     |     |    |     |
| Giocatore | Anno | Squadra                | MIN   | FG    | 3FG   | FT    | R.OF | R.DIF | RIM | AST | PF | RUB | PER | ST | PT  |
| Paul George | S    | Indiana Pacers         | 25:12 | 10-17 | 1-2   | 2-2   | 0    | 2     | 2   | 2   | 1  | 2   | 3   | 0  | 23  |
| Derrick Williams | R    | Minnesota Timberwolves | 18:33 | 1-4   | 0-1   | 0-0   | 1    | 2     | 3   | 1   | 1  | 1   | 1   | 0  | 2   |
| DeMarcus Cousins | S    | Sacramento Kings       | 25:12 | 8-14  | 0-2   | 2-4   | 3    | 8     | 11  | 3   | 1  | 0   | 2   | 0  | 18  |
| Evan Turner | S    | Philadelphia 76ers     | 28:52 | 8-9   | 0-0   | 0-0   | 3    | 8     | 11  | 7   | 1  | 2   | 4   | 0  | 16  |
| Kyrie Irving | R    | Cleveland Cavaliers    | 27:03 | 12-13 | 8-8   | 2-2   | 1    | 2     | 3   | 9   | 0  | 2   | 3   | 0  | 34  |
| Riserve |      |                        |       |       |       |       |      |       |     |     |    |     |     |    |     |
| John Wall | S    | Washington Wizards     | 27:16 | 8-13  | 0-0   | 1-2   | 1    | 5     | 6   | 8   | 1  | 0   | 5   | 2  | 17  |
| Gordon Hayward | R    | Utah Jazz              | 18:16 | 5-8   | 0-2   | 4-4   | 1    | 2     | 3   | 2   | 0  | 1   | 0   | 2  | 14  |
| Derrick Favors | S    | Utah Jazz              | 14:48 | 5-5   | 0-0   | 4-4   | 1    | 1     | 2   | 1   | 0  | 3   | 0   | 0  | 14  |
| MarShon Brooks | R    | New Jersey Nets        | 14:48 | 3-10  | 2-5   | 0-0   | 1    | 1     | 2   | 3   | 1  | 0   | 0   | 0  | 8   |
| Kawhi Leonard | R    | San Antonio Spurs      |       |       |       |       |      |       |     |     |    |     |     |    |     |
| Totale |      |                        |       | 60-93 | 11-20 | 15-18 | 12   | 31    | 43  | 36  | 6  | 11  | 18  | 4  | 146 |
| MIN: minuti. FG: tiri dal campo. 3FG: tiri da tre punti. FT: tiri liberi. R.OF: rimbalzi offensivi. R.DIF: rimbalzi difensivi. RIM: rimbalzi. AST: assist. PF: falli personali. RUB: palle rubate. PER: palle perse. ST: stoppate. PT: punti |      |                        |       |       |       |       |      |       |     |     |    |     |     |    |     |

- Allenatore: Charles Barkley
- Vice: Maurice Cheeks (Oklahoma City Thunder), Mike Fratello

#### Team Shaq
| Team Shaq |      |                        |       |        |       |     |      |       |     |     |    |     |     |    |     |
| Giocatore | Anno | Squadra                | MIN   | FG     | 3FG   | FT  | R.OF | R.DIF | RIM | AST | PF | RUB | PER | ST | PT  |
| Brandon Knight | R    | Detroit Pistons        | 21:44 | 5-14   | 2-9   | 2-2 | 0    | 2     | 2   | 7   | 0  | 1   | 3   | 0  | 14  |
| Blake Griffin | S    | Los Angeles Clippers   | 10:33 | 5-6    | 0-0   | 0-0 | 0    | 1     | 1   | 0   | 2  | 0   | 0   | 0  | 10  |
| Greg Monroe | S    | Detroit Pistons        | 27:00 | 8-12   | 1-2   | 2-3 | 6    | 4     | 10  | 4   | 3  | 5   | 0   | 1  | 19  |
| Jeremy Lin | S    | New York Knicks        | 8:55  | 1-4    | 0-2   | 0-0 | 0    | 1     | 1   | 1   | 0  | 0   | 1   | 0  | 2   |
| Ricky Rubio | R    | Minnesota Timberwolves | 21:24 | 5-9    | 2-6   | 0-0 | 1    | 2     | 3   | 7   | 0  | 1   | 3   | 0  | 12  |
| Riserve |      |                        |       |        |       |     |      |       |     |     |    |     |     |    |     |
| Norris Cole | R    | Miami Heat             | 24:35 | 7-15   | 4-11  | 0-0 | 0    | 0     | 0   | 6   | 0  | 4   | 1   | 0  | 18  |
| Markieff Morris | R    | Phoenix Suns           | 15:32 | 5-7    | 2-3   | 0-0 | 0    | 2     | 2   | 0   | 1  | 0   | 3   | 0  | 12  |
| Tristan Thompson | R    | Cleveland Cavaliers    | 26:55 | 10-11  | 0-0   | 0-0 | 0    | 1     | 1   | 1   | 4  | 0   | 1   | 0  | 20  |
| Landry Fields | S    | New York Knicks        | 18:36 | 8-12   | 0-3   | 0-0 | 2    | 2     | 4   | 3   | 0  | 1   | 1   | 0  | 16  |
| Kemba Walker | R    | Charlotte Bobcats      | 24:46 | 4-11   | 1-5   | 1-2 | 1    | 4     | 5   | 10  | 1  | 2   | 3   | 0  | 10  |
| Totale |      |                        |       | 58-101 | 12-41 | 5-7 | 10   | 19    | 29  | 39  | 11 | 14  | 16  | 1  | 133 |
| MIN: minuti. FG: tiri dal campo. 3FG: tiri da tre punti. FT: tiri liberi. R.OF: rimbalzi offensivi. R.DIF: rimbalzi difensivi. RIM: rimbalzi. AST: assist. PF: falli personali. RUB: palle rubate. PER: palle perse. ST: stoppate. PT: punti |      |                        |       |        |       |     |      |       |     |     |    |     |     |    |     |

- Allenatore: Shaquille O'Neal
- Vice: Ron Adams (Chicago Bulls), Steve Kerr

## Sabato
Nella giornata di sabato sono previsti quattro eventi: la Shooting Stars Competition, lo Skills Challenge, il Three-Point Contest e lo Slam Dunk Contest. Sempre nella giornata di sabato è previsto l'NBA Development League All-Star Game.

### Shooting Stars Competition
- Team Orlando: Jameer Nelson, Marie Ferdinand-Harris, Dennis Scott
- Team Atlanta: Joe Johnson, Lindsey Harding, Steve Smith
- Team New York: Landry Fields, Cappie Pondexter, Allan Houston (vincitori)
- Team Texas: Chandler Parsons, Sophia Young, Kenny Smith

### Skills Challenge
| Giocatore         | Squadra   | Primo turno | Finale      |
| ----------------- | --------- | ----------- | ----------- |
| Tony Parker       | Spurs     | 29,2        | 32,8        |
| Rajon Rondo       | Celtics   | 32,8        | 34,6        |
| Deron Williams    | Nets      | 28,3        | 41,4        |
| John Wall         | Wizards   | 32,8        | -           |
| Russell Westbrook | Thunder   | 33,8        | -           |
| Kyrie Irving      | Cavaliers | 42,2        | -           |
| Stephen Curry     | Warriors  | infortunato | infortunato |

### Three-Point Contest
| Giocatore      | Squadra  | Primo turno | Spareggio   | Finale      | Spareggio finale |
| -------------- | -------- | ----------- | ----------- | ----------- | ---------------- |
| Kevin Love     | T'wolves | 18          | 5           | 16          | 17               |
| Kevin Durant   | Thunder  | 20          | -           | 16          | 14               |
| James Jones    | Heat     | 22          | -           | 12          | -                |
| Mario Chalmers | Heat     | 18          | 4           | -           | -                |
| Ryan Anderson  | Magic    | 17          | -           | -           | -                |
| Anthony Morrow | Nets     | 14          | -           | -           | -                |
| Joe Johnson    | Hawks    | infortunato | infortunato | infortunato | infortunato      |

### Slam Dunk Contest
| Giocatore        | Squadra  | Percentuale |
| ---------------- | -------- | ----------- |
| Jeremy Evans     | Jazz     | 29%         |
| Chase Budinger   | Rockets  | 28%         |
| Paul George      | Pacers   |             |
| Derrick Williams | T'wolves |             |

## Domenica

### All-Star Game
| Arbitri: | Leroy Richardson Scott Wall Bill Kennedy |

|               |            |              |
| Tom Thibodeau | Allenatori | Scott Brooks |

#### Eastern Conference
| Eastern Conference |                    |       |        |       |      |      |       |     |     |    |     |     |    |     |
| Giocatore | Squadra            | MIN   | FG     | 3FG   | FT   | R.OF | R.DIF | RIM | AST | PF | RUB | PER | ST | PT  |
| Carmelo Anthony | New York Knicks    | 30:20 | 7-15   | 0-3   | 5-7  | 4    | 5     | 9   | 0   | 0  | 2   | 0   | 0  | 19  |
| LeBron James | Miami Heat         | 32:09 | 15-23  | 6-8   | 0-0  | 0    | 6     | 6   | 7   | 2  | 0   | 4   | 0  | 36  |
| Dwight Howard | Orlando Magic      | 31:10 | 4-9    | 0-4   | 1-2  | 5    | 5     | 10  | 3   | 4  | 0   | 1   | 1  | 9   |
| Dwyane Wade | Miami Heat         | 32:54 | 11-15  | 0-1   | 2-2  | 3    | 7     | 10  | 10  | 4  | 2   | 4   | 0  | 24  |
| Derrick Rose | Chicago Bulls      | 18:17 | 6-8    | 2-2   | 0-0  | 1    | 0     | 1   | 3   | 1  | 0   | 2   | 0  | 14  |
| Riserve |                    |       |        |       |      |      |       |     |     |    |     |     |    |     |
| Luol Deng | Chicago Bulls      | 5:51  | 0-2    | 0-0   | 0-0  | 0    | 0     | 0   | 1   | 0  | 0   | 0   | 0  | 0   |
| Roy Hibbert | Indiana Pacers     | 10:11 | 1-3    | 0-0   | 1-1  | 1    | 2     | 3   | 1   | 0  | 0   | 0   | 0  | 3   |
| Rajon Rondo | Boston Celtics     | 15:34 | 1-3    | 0-0   | 0-0  | 0    | 2     | 2   | 8   | 1  | 0   | 4   | 0  | 2   |
| Paul Pierce | Boston Celtics     | 11:07 | 1-8    | 1-4   | 0-0  | 1    | 1     | 2   | 0   | 1  | 0   | 2   | 1  | 3   |
| Chris Bosh | Miami Heat         | 20:08 | 3-9    | 1-2   | 0-0  | 1    | 1     | 2   | 1   | 2  | 2   | 1   | 1  | 7   |
| Andre Iguodala | Philadelphia 76ers | 14:11 | 6-7    | 0-1   | 0-0  | 1    | 3     | 4   | 2   | 0  | 1   | 1   | 1  | 12  |
| Deron Williams | New Jersey Nets    | 18:08 | 8-11   | 4-7   | 0-0  | 1    | 2     | 3   | 4   | 2  | 1   | 0   | 0  | 20  |
| Totale |                    |       | 62-113 | 14-32 | 9-12 | 18   | 34    | 52  | 40  | 17 | 8   | 19  | 4  | 149 |
| All.: Tom Thibodeau | Chicago Bulls      |       |        |       |      |      |       |     |     |    |     |     |    |     |
| MIN: minuti. FG: tiri dal campo. 3FG: tiri da tre punti. FT: tiri liberi. R.OF: rimbalzi offensivi. R.DIF: rimbalzi difensivi. RIM: rimbalzi. AST: assist. PF: falli personali. RUB: palle rubate. PER: palle perse. ST: stoppate. PT: punti |                    |       |        |       |      |      |       |     |     |    |     |     |    |     |

#### Western Conference
| Western Conference |                        |       |        |       |       |      |       |     |     |    |     |     |    |     |
| Giocatore | Squadra                | MIN   | FG     | 3FG   | FT    | R.OF | R.DIF | RIM | AST | PF | RUB | PER | ST | PT  |
| Kevin Durant | Oklahoma City Thunder  | 37:23 | 14-25  | 3-8   | 5-7   | 3    | 4     | 7   | 3   | 0  | 3   | 2   | 0  | 36  |
| Blake Griffin | Los Angeles Clippers   | 31:26 | 9-12   | 1-2   | 3-6   | 3    | 5     | 8   | 3   | 3  | 2   | 1   | 0  | 22  |
| Andrew Bynum | Los Angeles Lakers     | 5:31  | 0-3    | 0-1   | 0-0   | 1    | 2     | 3   | 1   | 0  | 1   | 0   | 1  | 0   |
| Kobe Bryant | Los Angeles Lakers     | 34:48 | 9-17   | 2-5   | 7-8   | 0    | 1     | 1   | 1   | 2  | 2   | 1   | 0  | 27  |
| Chris Paul | Los Angeles Clippers   | 30:57 | 3-7    | 2-5   | 0-0   | 0    | 5     | 5   | 12  | 1  | 1   | 2   | 0  | 8   |
| Riserve |                        |       |        |       |       |      |       |     |     |    |     |     |    |     |
| Dirk Nowitzki | Dallas Mavericks       | 13:44 | 3-8    | 1-5   | 0-0   | 2    | 2     | 4   | 1   | 1  | 0   | 0   | 0  | 7   |
| Russell Westbrook | Oklahoma City Thunder  | 27:31 | 10-17  | 1-4   | 0-2   | 5    | 0     | 5   | 2   | 3  | 2   | 1   | 0  | 21  |
| Kevin Love | Minnesota Timberwolves | 18:24 | 7-12   | 2-4   | 1-3   | 2    | 5     | 7   | 1   | 0  | 3   | 1   | 0  | 17  |
| Tony Parker | San Antonio Spurs      | 12:16 | 3-5    | 0-0   | 0-0   | 1    | 1     | 2   | 4   | 0  | 0   | 1   | 0  | 6   |
| Marc Gasol | Memphis Grizzlies      | 13:32 | 2-5    | 0-0   | 0-0   | 1    | 2     | 3   | 0   | 2  | 0   | 1   | 0  | 4   |
| LaMarcus Aldridge | Portland Trail Blazers | 9:48  | 2-5    | 0-0   | 0-0   | 0    | 1     | 1   | 1   | 0  | 0   | 0   | 0  | 4   |
| Steve Nash | Phoenix Suns           | 4:40  | 0-0    | 0-0   | 0-0   | 0    | 0     | 0   | 4   | 0  | 0   | 1   | 0  | 0   |
| Totale |                        |       | 62-116 | 12-34 | 16-26 | 18   | 28    | 46  | 33  | 12 | 14  | 11  | 1  | 152 |
| All.: Scott Brooks | Oklahoma City Thunder  |       |        |       |       |      |       |     |     |    |     |     |    |     |
| MIN: minuti. FG: tiri dal campo. 3FG: tiri da tre punti. FT: tiri liberi. R.OF: rimbalzi offensivi. R.DIF: rimbalzi difensivi. RIM: rimbalzi. AST: assist. PF: falli personali. RUB: palle rubate. PER: palle perse. ST: stoppate. PT: punti |                        |       |        |       |       |      |       |     |     |    |     |     |    |     |